# نيكولاس ماكدونالد
نيكولاس ماكدونالد (بالإنجليزية: Nicholas Macdonald)‏ هو صانع أفلام وثائقية أمريكي، ولد في 22 أكتوبر 1944.

## وصلات خارجية
- نيكولاس ماكدونالد على موقع IMDb (الإنجليزية)